# アエロフロート1491便墜落事故
アエロフロート1491便墜落事故は、1972年5月18日にウクライナ・ソビエト社会主義共和国で発生した航空事故である。ヴヌーコヴォ国際空港からハルキウ国際空港へ向かっていたアエロフロート1491便（アントノフ An-10A）の両主翼が飛行中に分解し墜落した。事故により乗員8人と乗客114人全員が死亡した。

## 事故機
事故機のアントノフ An-10A（CCCP-11215）は1961年に製造番号0402502として製造され、同年初飛行を行った。総飛行時間は15,485時間で、11,106サイクルを経験していた。

## 事故の経緯
現地時間10時39分、1491便はヴヌーコヴォ国際空港を離陸した。離陸後、機体は巡航高度の23,500フィート (7,200 m)まで上昇し、水平飛行へ移った。11時43分、管制官は5,000フィート (1,500 m)への降下を許可し、パイロットは毎秒20フィート (6.1 m)の降下率で降下を開始した。降下中、両主翼が胴体部から分離した。胴体部は完全にコントロールを失い落下し、森林地帯に墜落した。

## 事故原因
プラウダ（ソ連の新聞社）は1491便の墜落が起こった直後に報道をした。当時、ソ連では国内の墜落事故に関する報道をするのは珍しいことであった。
調査から、下部中央翼パネルに金属疲労が起きており、これによって両主翼が分離したと判明した。また、構造不良によって金属疲労が生じていた部分を整備士が検査することができていなかった。この事故の後、アエロフロートを含む各航空会社はAn-10の運航を停止した。